# Modello di Ehrenfest
Il modello di Ehrenfest della diffusione fu proposto da Tatiana e Paul Ehrenfest per spiegare il secondo principio della termodinamica. È un esempio di catena di Markov.
Il modello è costituito da {\displaystyle N} particelle in due contenitori.
Ad ogni istante {\displaystyle t=1,2,...} una particella viene scelta a caso (ogni particella ha una probabilità {\displaystyle 1/N} di essere scelta) e spostata nell'altro contenitore.
Sia {\displaystyle X(t)} la variabile aleatoria che rappresenta il numero di particelle in uno dei due contenitori al tempo {\displaystyle t}.
Il sistema evolve secondo la probabilità di transizione {\displaystyle p_{ij}=P(X(t)=i|X(t-1)=j)} con
{\displaystyle p_{ij}=\left\lbrace {\begin{array}{ll}1-{\frac {i}{N}}&{\text{ se }}i=j+1\\{\frac {i}{N}}&{\text{ se }}i=j-1\\0&{\text{ altrimenti}}\end{array}}\right.}
La distribuzione di probabilità all'equilibrio è {\displaystyle \pi _{i}=2^{-N}{\binom {N}{i}}}.
Corinna Ulcigrai e Krzysztof Frączek hanno dimostrato che il modello di Ehrenfest (windtree model) non è ergodico.